# Raad (Flugabwehrraketensystem)
Raad (سامانه موشکی رعد, dt. „Donner“) ist ein iranisches taktisches Mittelstrecken-Flugabwehrraketensystem, dessen Entwicklung von der iranischen Revolutionsgarde durchgeführt wurde. Äußerlich ähnelt es den sowjetischen bzw. russischen Buk- und Buk-M2-Systemen.

## Entwicklungsgeschichte
Das Luftverteidigungssystem wurde erstmals im September 2012 im Rahmen einer Militärparade der Öffentlichkeit präsentiert. Aufgrund des Waffenembargos gegen die islamische Republik Iran, wurden seit den 1990er-Jahren vermehrt eigene iranische Flugabwehrsysteme entwickelt, um einerseits veraltete Technik zu ersetzen bzw. um aufzuzeigen, dass die Anlagen des iranischen Atomprogramms gegen Luftangriffe wirkungsvoll geschützt werden können. Dementsprechend forcierte man, wie in anderen Streitkräften, eine mehrschichtige Verteidigungsstrategie bestehend aus Kurz-, Mittel- und Langstreckensystemen. Das Mittelstreckensystem Raad soll gemeinsam mit dem Bavar-373-Luftabwehrsystems den Mittel- und Langstreckenbereich abdecken. Laut der Nachrichtenagentur Fars ist es für die Bekämpfung von Jagdflugzeugen, Hubschraubern und Drohnen speziell aus US-amerikanischer Produktion konzipiert. Die ersten Tests erfolgten während des Manövers Velayat 91 im Dezember 2012 mit Taer-Flugabwehrraketen.

## Technik

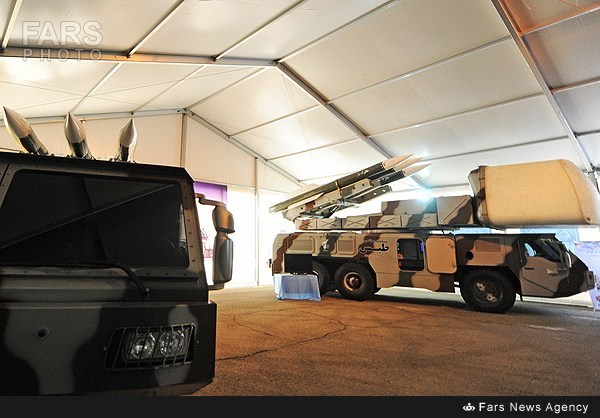
Tabas-Startfahrzeug (rechts)

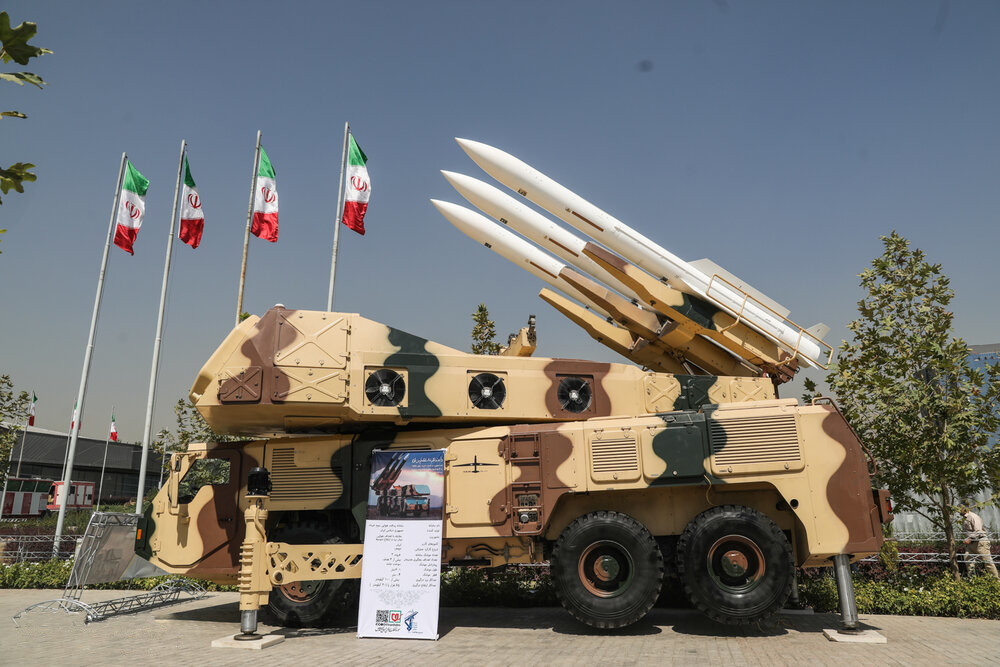
Das spezifische 3. Khordad-System, das die amerikanische RQ-4A Global Hawk-Drohne abschoss mit Abschussmarkierung

Es existieren verschiedene Varianten von Raad-basierten iranischen Flugabwehrsystemen:

### Raad-1
Das dreiachsige Startfahrzeug transportiert drei Raketen, die Ziele in Entfernungen von bis zu 24 km und in Höhen von 14 km verfolgen und treffen können. In den 90er-Jahren erhielt der Iran 50 2K12E Kub-Systeme auf dessen Basis er das Raad-1 entwickelte. Als Start- und Transportfahrzeug wurde anstatt eines Kettenfahrzeuges wie beim Kub-System ein LKW gewählt, einerseits um Kosten zu sparen und andererseits um die Mobilität des Systems zu erhöhen. Raad-1 verwendet die Flugabwehrraketen des russischen Kub-Systems. Zusätzlich wurde dem Raad-1-System ein elektro-optisches Sensorsystem angebracht.

### Raad-2
Wahrscheinlich werden beim Raad-2 die gleichen Radarsysteme wie beim Raad-1 verwendet, allerdings kommen beim Raad-2 modernere Taer-2A-Raketen zum Einsatz, die eher den Raketen der 9K40 Buk-M2-Systeme ähneln als denen der Kub-Systeme. Es verwendet ein elektro-optisches Sensorsystem mit dem Namen Sepehr-14, welchem zur Zielverfolgung zwei Infrarot-Kameras und zwei Tageslicht-Kameras zur Verfügung stehen. Diese Kameras können um 360 Grad horizontal und von −5 bis 90 grad vertikal gedreht werden. Ihre horizontale Drehgeschwindigkeit liegt bei 30 Grad/Sekunde. Zur Zielsuche stehen dem Sepehr-14-Sensorsystem insgesamt vier Infrarot-Kameras zur Verfügung mit einer Reichweite von 40 km und einer horizontalen Drehgeschwindigkeit von 180 Grad/Sekunde. Außerdem wurde das Feuerkontrollsystem verbessert. Raad-2 hat eine Einsatzreichweite von 50 km.

### Alamolhoda
Am Startfahrzeug befindet sich ein elektro-optisches Sensorsystem, mit dem feindliche Ziele anvisiert werden können. Iranische Quellen geben eine effektive Bekämpfungsreichweite von 80 km an. Es kann sowohl mit Taer-2B-Raketen als auch mit einer vergrößerten und für lange Strecken taugliche Version der Taer-2B mit dem Namen Sadid-630 ausgestattet werden. Im Gegensatz zur Taer-2A hat die Taer-2B-Rakete bis auf die Raketennase einen gleichmäßigen Durchmesser. Durch das daraus resultierende größere interne Volumen der Rakete ergibt sich mehr Platz für modernere und leistungsstärkere Steuer- und Lenksysteme. Die Raketen können mit dem Alamalhoda-VHF-Feuerleitradar gelenkt werden. Dieses Radar weist äußerliche Ähnlichkeiten mit dem russischen 55Zh6UE Nebo-UE-Radar auf.

### 3. Khordad
Ein Sprecher der Revolutionsgarden gab bekannt, dass neben den Taer-Raketen auch Flugabwehrraketen des Typs Sayyad-2 verwendet werden können. Dadurch wird eine Bekämpfungsreichweite von 75 km erreicht, statt der 50 km. Es können bis zu vier Ziele mit acht Raketen gleichzeitig bekämpft werden. Zu einem Bataillon, welches das System 3. Khordad operiert, gehören:
- vier TELAR, mit eigenständigen Radarsystemen und jeweils drei Raketen, entweder vom Typ Taer-2B oder Sayyad-2C
- acht TEL, ebenfalls mit jeweils drei Raketen vom Typ Taer-2B oder Sayyad-2C
- ein 3D-S-Band-Phased-Array-Aufklärungsradar mit dem Namen Bashir und einer maximale Suchreichweite von 350 km
- ein Feuerleitstand

Die Einsatzreichweite dieses Systems beträgt 50–75 km und die Dienstgipfelhöhe 25-30 km. Mindestens eine Variante der Taer-2-Rakete kann eine Reichweite von 105 km erreichen.

### Tabas
In der Konfiguration der 3. Khordad-Version ähnlich, allerdings ist es mit einem anderen, dem sowjetischen 9S35-Radar ähnlichen, Funkmesssystem ausgestattet. In dieser Version werden Taer-2A-Raketen verwendet. Mit dem Tabas-System kann ein einziges Ziel mit zwei Raketen gleichzeitig bekämpft werden. Es hat eine Reichweite von 50–60 km und kann Flughöhen von 25–30 km erreichen.

## Einsätze
- Iranische al-Quds-Einheiten sollen das 3. Khordad-System nach Syrien gebracht haben, wo es im April 2018 bei einem israelischen Luftangriff zerstört worden sein soll. Das Flugabwehrsystem befand sich zum Zeitpunkt der Zerstörung in einem Hangar und war nicht aktiv.[15]
- Am 20. Juni 2019 schossen iranische Streitkräfte eine unbemannte US-Drohne vom Typ „RQ-4A Global Hawk“ durch das Flugabwehrraketensystem 3. Khordad ab.[16] Die Drohne operierte nachts über der Straße von Hormus.[17] Bei diesem Abschuss soll eine Sayyad-2C-Flugabwehrrakete zum Einsatz gekommen sein.[18]

## Nutzer
- Iran – Flugabwehrkräfte der iranischen Revolutionsgarden